# Жемчугов, Владимир Павлович
Владимир Павлович Жемчугов (укр. Володимир Павлович Жемчугов, род. 7 сентября 1970, Красный Луч, Ворошиловградская область) — участник вооружённого конфликта на востоке Украины. Герой Украины (2017).

## Биография
Учился в СШ №9 города Красный Луч. Служил в Советской армии в 1989-91 гг. Работал шахтером на шахтах «Алмазная» и «Краснолучская» города Красный Луч. С 1994 работал менеджером в коммерческих структурах, занимался бизнесом. С 2007 г. работал в Грузии.
Вернулся на Донбасс после начала вооруженного конфликта. Участвовал в боевых действиях на стороне ВСУ. В период с мая 2014 года по 29 сентября 2015 года в информационной координации с ВСУ провел 30 диверсионных операций на территории ЛНР (9 подрывов железных дорог и др.). 29 сентября 2015 года во время выполнения задания подорвался сам , в результате чего ему были ампутированы раненые кисти обеих рук, и потерял зрение. С тяжелыми ранениями попал в плен. Длительное время содержался под конвоем в больнице и в Луганском СИЗО, где подвергался допросам контрразведывательных органов ЛНР .
17 сентября 2016 года при непосредственном участии Президента Украины Петра Порошенко был освобожден из плена по обмену (вместе с Юрием Супруном). После освобождения проходил лечение, в том числе — в Германии.

## Государственные награды
- Звание Герой Украины с вручением ордена «Золотая Звезда» (21 января 2017) — за личное мужество и героизм, несокрушимость духа, проявленные в защите государственного суверенитета и территориальной целостности Украины, самоотверженное служение Украинскому народу[5].